# أرمسترونغ ويتوورث أرغوسي
ارمسترونغ ويتوورث أرغوسي  (بالإنجليزية: Armstrong Whitworth Argosy) هي طائرة ركاب، ذات سطحين، وبثلاثة محركات. أنتجت في بريطانيا. من صناعة ارمسترونغ ويتوورث للطائرات. كانت تستخدم بشكل أساسي من قبل الخطوط الجوية الإمبراطورية. كان أول طيران لها في 1926. صنع منها 7 طائرات.